# Le Bois-Hellain
Le Bois-Hellain je francouzská obec v departementu Eure v regionu Normandie. V roce 2010 zde žilo 234 obyvatel.

## Vývoj počtu obyvatel
Počet obyvatel 